# 約翰·蒙哥馬利·瓦德
約翰·蒙哥馬利·瓦德（英語：John Montgomery Ward，1860年3月3日—1925年3月4日），又名蒙提·瓦德（英語：Monte Ward），為美國職棒大聯盟的投手、游擊手、二壘手、三壘手與總教練。瓦德是一名英格蘭裔的美國人。他不僅是美國棒球職業聯盟的奠基人之一，也是球員聯盟的創始人。

## 生平

### 早年
瓦德年輕時相當聰明，他13歲時就跳級攻讀賓夕法尼亞州立大學。他也被認為是曲球的發明者。不過後來他因為偷雞、再加上將恐嚇他的高年級生推下樓，導致他被學校退學。
瓦德的父母在1874年相繼去世，他一度靠當攤販維生，不過最後以失敗收場。後來瓦德決定重拾棒球夢而加入半職業球隊，並在1878年登上大聯盟。

### 職業生涯
他在菜鳥年便投出22勝13敗，防禦率1.51的成績。儘管投球內容相當優異，他還是在隔年被球隊改練外野和三壘。1879年，他投出47勝19敗，防禦率2.15，幫助球隊拿下聯盟第一。1880年，他投出39勝24敗，防禦率1.74。
1880年6月17日，瓦德投出大聯盟歷史上第二場完全比賽。這年瓦德同時擔任總教練，並帶隊拿下聯盟亞軍。
1881年和1882年，瓦德因為手臂傷勢的關係而多半擔任外野手，不過他偶爾會上場打擊。這兩年間他合計拿下37勝，防禦率2.13。1882年8月17日，他投出18局的完封勝，寫下大聯盟最長完封勝紀錄。不過球隊認為瓦德已經脫離了巔峰期，於是將他交易到巨人。
1884年，瓦德在滑壘時弄傷右手，導致他無法再繼續擔任投手。當時他擔任外野手還使用左手投擲，並在球季結束後接任總教練執教16場比賽。1885年，他成為球隊的全職游擊手。1887年，他和女演員Helen Dauvray結婚。

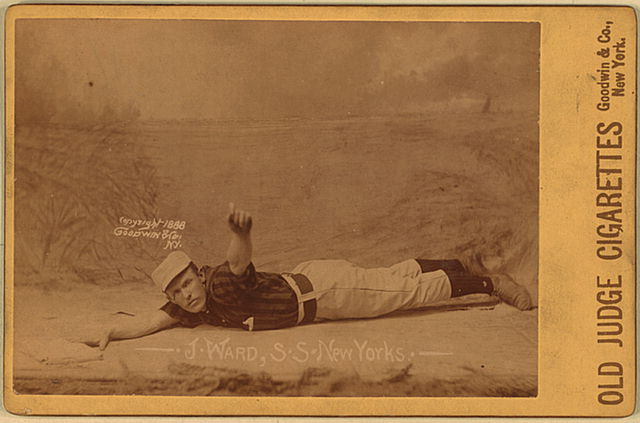
1887年的瓦德

1888年，巨人拿下國聯冠軍。他們和美國協會冠軍聖路易布朗進行杜芙蕾盃(現今世界大賽的前身)，最後巨人拿下勝利。1889年，球隊打算將瓦德交易到華盛頓國民(和今日華盛頓國民無關)。不過瓦德和國民在薪資條配上出現意見分歧，最終國民放棄簽下瓦德。沒能順利賣出瓦德的巨人讓他繼續在球隊打完整個賽季，這年瓦德的打擊率為2成99，並幫助球隊再拿下一座「世界大賽」冠軍。
1890年，瓦德成立球員聯盟，並擔任該聯盟的主席。他創立了一支名為瓦德奇蹟的球隊，並在那裡繳出3成35的打擊率。然而聯盟卻因為收益分配系統，導致整個聯盟的收入不如預期。最後瓦德在財政困難的情況下，不得不將球員聯盟賣給國家聯盟。
1891年，瓦德加入布魯克林新郎。1892年，儘管打擊能力衰退，他仍以快腿成為聯盟盜壘王。後來他在1893年重返巨人，1894年宣布退休。

### 晚年

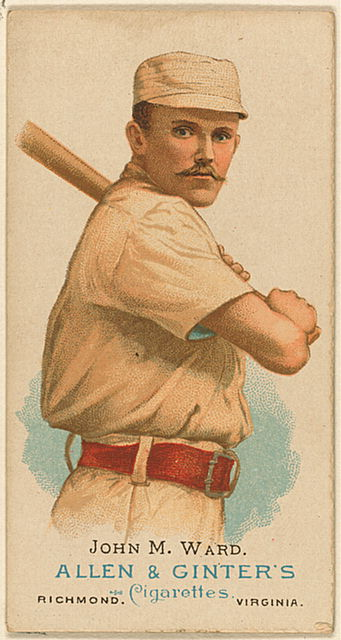
1887年的瓦德球員卡

瓦德在34歲這年選擇退休，並擔任球員的代表律師而國家聯盟進行長期抗爭。1914年，聯邦聯盟成立，他成為布魯克林頂點隊的業務經理。
瓦德在晚年開始打高爾夫球，還曾在歐洲比賽過，並拿下不少冠軍獎座。1925年3月4日，瓦德因肺炎病逝於喬治亞州，享年65歲。之後他被安葬在紐約州的長島公墓裡，1964年入選美國棒球名人堂。2000年，他入選蘇佛克運動名人堂。

## 生涯成績
| 出賽次數 | 打席  | 打數  | 得分  | 安打  | 二安 | 三安 | 全壘打 | 打點 | 盜壘 | 保送 | 三振 | 打擊率 | 上壘率 | 長打率 | OPS  |
| -------- | ----- | ----- | ----- | ----- | ---- | ---- | ------ | ---- | ---- | ---- | ---- | ------ | ------ | ------ | ---- |
| 1,827    | 8,114 | 7,656 | 1,410 | 2,107 | 231  | 96   | 26     | 869  | 540  | 421  | 326  | .275   | .314   | .341   | .655 |

## 參看
- 美國職棒大聯盟安打排行榜
- 美國職棒大聯盟得分排行榜
- 美國職棒大聯盟盜壘排行榜
- 美國職棒大聯盟勝投王
- 美國職棒大聯盟防禦率王
- 美國職棒大聯盟三振王
- 美國職棒大聯盟盜壘王
- 美國職棒大聯盟救援王

## 外部連結
- 球員資訊和成績在MLB ，ESPN ，Retrosheet ，Baseball Reference ，Baseball Reference (Minors) ，Fangraphs ，The Baseball Cube （英文）

| 成就                | 成就                               | 成就                  |
| ------------------- | ---------------------------------- | --------------------- |
| 前任： Lee Richmond | 投出完全比賽的投手 1880年6月17日   | 繼任： 賽·揚          |
| 前任： Lee Richmond | 投出無安打比賽的投手 1880年6月17日 | 繼任： Larry Corcoran |